# 岡田みはる
岡田 みはる（おかだ みはる、1975年9月20日 - ）は、日本の気象予報士、タレント、女優。M’sLaboratory所属。

## 経歴

### 女優として
信州大学卒業後早稲田大学に学士入学。信州大学時代に劇団山脈に入団、早大入学後は本格的に演劇活動を始めた。大学の授業をきっかけに暗黒舞踏へも興味を持ち、舞踏家・和栗由紀夫のカンパニーに誘われ何度か出演している。闇を踊るプロセスがあるからこそ明るいラストシーンが引き立つ、とその世界観に共鳴した。
早大卒業後は林邦史朗率いる若駒プロにて殺陣を学んだ後、オスカープロモーションに所属。2005年には煩悩ガールズのメンバーとして活動した。
煩悩ガールズ解散後は主に小劇場での舞台やCM、ドラマ出演、イベントやモーターショーの司会・ナレーターなどの活動を行った。2008年には演劇パフォーマンスユニット「青の靴下と鳩と太陽☆PROJECTS」を結成・主宰した。
2010年には所属事務所をアルファセレクションへと移籍。気象予報士試験に合格した同年末頃から岡田みはる名義を使用するようになった。

### 気象予報士として
2009年4月から日野ケーブルテレビ「デイリーひの」にてキャスターを務めた際、天気を担当したことをきっかけに資格に興味を持つようになったという（ただし2007年の段階ですでに気象業務支援センター主催の気象カレッジへと通い、低気圧と頭痛の関係を研究している）。
2010年11月に気象予報士の資格を取得（第7860号）。2011年に発生した東日本大震災が転機となり予報士業への専念を志すようになった。
2012年より株式会社ポッケに所属し、気圧予報アプリ頭痛ーるを考案、立ち上げを行った。頭痛持ちに特化した気圧予報というニッチさや予報の的確さ、見やすさなどから、2013年、アプリレビューサイトTABROIDが開催した「TABROID神アプリ大賞2013」にユーザーの投票によりノミネートされ「神アプリ7」に選出された。グラフを直接スマホ画面に表示したり、頭痛ダイアリーを記入できたりする等、健康天気予報の歴史を塗り替える画期的な予報サービスだった。
2014年からは森田正光率いる株式会社ウェザーマップに所属し、2015年にはNHK山形放送局『ニュースやまがた6時』の「県内の気象情報」コーナーを担当。同年12月1日、生放送中に突然泣き出したことから「号泣お天気お姉さん」としてワイドショーや週刊誌等で大きく取り上げられた。このことについて岡田は、予定では鶴岡市の映像が流れるところで誤って新庄市の映像が流れたため、混乱した、と説明した。当時のNHK山形局では画面切り替えのミスやニュースのテロップ表記ミスが多発していた。翌2日から発表により休養、7日に復帰。その後、キャスター業務の継続を希望したが、2016年3月25日の放送を最後に降板になった。NHK山形放送局は降板の理由を「契約期間終了によるもの」としたが、通常であれば最低でも2～3年は続けるNHKの気象キャスターが1年で降板することは異例であり、メディアは「事実上の契約解除」と報じた。
2016年4月からはサポート業務に回り、TBS『ひるおび!』にて災害時の現場リポーター等を行っている。また、後述のタレント業への進出に伴いバラエティ色を打ち出すようにもなった。同年11月4日には宮崎ケーブルテレビのローカル情報番組『てげテレ』にゲスト出演し、バラエティ番組の企画の一環としてセクシー天気予報にも出演した。

### タレントとして
『ニュースやまがた6時』降板後、一時期お笑い芸人への転身を志向し、吉本興業の面接を受けたこともある。
2016年7月、公式ブログにて芸能事務所M's Laboratoryへの所属を発表。株式会社ウェザーマップとの関係は、専属契約から業務提携へと変わった。しかしその後、ウェザーマップとの仕事は一切ない。同年9月には週刊ポスト（小学館）で初めてグラビアに挑戦し話題となり、翌月の『有吉反省会』への出演を皮切りにバラエティ番組への出演が一時増えた。所属事務所は今後について「見る人を勇気づけるような演出のCMやドラマ、映画などに出たらいいんじゃないかと思っております。エッセイなど執筆についても売り込んでいきたい」と語っている。2018年4月から、月刊「からだにいいこと」（祥伝社）でコラムを執筆。

## 人物
- 血液型はA型。
- 3人きょうだいの長女で、弟と妹がいる。
- 気象予報士以外にも小・中・高の教員免許（生物・英語）や、健康気象アドバイザー、防災士など、様々な資格を所持。スキューバダイビングの資格（Cカード）はかつて、仕事でも活用していた[18]。
- インドネシアで見た伝統舞踊と田んぼの広がる風景に感動し、それ以降、東南アジアの国々を中心に旅行している。インドネシアには7回、カンボジアには4回足を運んでいる[2]。
- 自らが主宰した演劇パフォーマンスユニット「青の靴下と鳩と太陽☆PROJECTS」は、平塚らいてうが発行した雑誌青鞜の影響を受けて岡田が命名した[19]。
- 岡田が開発したアプリ頭痛～るは月間利用者数25万人を数える巨大アプリとなっており[20]、2017年5月には100万ダウンロードを突破した[21]。
- 小さい頃のあだ名は「おかやん」。頭痛～るでも「予報士おかやん」名義でTwitterや記事の執筆を行っていた[22]。
- 生年は長年未公表だったが、2015年12月時点ではマスコミでは1976年生まれの39歳だと誤って報道していた。そのため有吉反省会の番組中で、実際は1975年生まれの40歳だったことを公表した[23]。
- 代名詞として定着した「号泣お天気お姉さん」というニックネームについては、「そんなに泣いてましたか？」と語った[10]。
- 好きな天気は「台風一過」

## 出演

### テレビ・ラジオ番組

#### ニュース・情報番組
- デイリーひの（日野ケーブルテレビ、月曜レギュラー・2009年）
- 夕なび 湘南〜横浜（J:COM 横浜、ゲスト出演・2014年3月12日）
- ドライビングウェザー（NEXCO東日本・2014年～2015年）
- ニュースやまがた6時（NHK山形放送局・2015年～2016年）
- ひるおび!（TBS、不定期。主に災害時の現場リポーターとして出演・2016年～）
- てげテレ（宮崎ケーブルテレビ、ゲスト出演・2016年11月4日）

#### バラエティ番組
- THE 料理王3 史上最大の芸能界最強料理人決定戦（日本テレビ・2012年4月3日）
- 有吉反省会（日本テレビ・2016年10月22日、12月3日）
- 知力 VS 運力 VS 予言力！ スカパー! 160ch横断 未来予想クイズ（BSスカパー!・2016年10月30日）
- ネプリーグ（フジテレビ・2016年11月7日）
- あるある晩餐会（テレビ朝日・2017年5月20日）

#### ドラマ
- 夜王（TBS・2005年5月11日）- ホストクラブの客役
- トンスラ（日本テレビ・2008年10～12月） - 第11話・最終話に出演
- トンスラ2時間スペシャル（日本テレビ・2009年1月25日）
- GAP the BAG～バッグをはさんで～（NHKデジタル衛星ハイビジョン・2009年3月20日）
- 怨み屋本舗 REBOOT（テレビ東京・2009年7～9月） - 第1話・最終話に出演
- フィレンツェ・ラビリンス～15世紀の私をさがして～（BSジャパン・2011年9月25日）- 鈴木友紀役
- 神様の女房（NHK・2011年10月1日～15日）
- ラジオ（NHK・2013年3月26日）

#### CM
- タカラ電脳隕石GYA～!! ～宇宙からの挑戦状（2005年）
- サントリーBOSS（2012年） - 患者の母親役

#### その他
- 知るを楽しむ（NHK教育テレビジョン・2006年7月）- 番組中ショートドラマへの出演
- 個人の趣向（DVDプロモーション映像のナレーション・2011年）
- 歴史秘話ヒストリア（NHK・2010年12月22日） - 番組中ショートドラマへの出演・武家の娘役
- あなたの暮らしは窓でかわる！（YKK AP ウェブドラマ・2012年）- 主婦役
- 知的探検スペシャル 恋愛は科学だ！（フジテレビ・2013年2月25～28日）- 番組中ショートドラマへの出演
- ぶるぺん！（Ustream配信番組・2016年11月15日）

### 映画
- 死刑台のエレベーター（2010年）

### 舞台
- ミニマム・クライマックス（1999年4月8～10日・劇団にゃおにゃおProject 早稲田大学６号館スペース５）
- 地の骨Ⅱ（2000年10月19～20日・ルネこだいら中ホール）
- 魔女のミーミ（2001年3月24日・東京都児童会館ホール） - シンシン役
- 可燃性シェルターの人々（2001年5月5～8日・下北沢駅前劇場）
- Nothing left but Boxing（2001年12月6日～9日・大塚ジェルスホール） - 飯田佐和子役
- 幻想の地誌学Ⅱ（2002年12月5～7日・オリベホール）
- アウトオブデイト（2004年7月24～25日・北沢タウンホール）
- 幻容の道（2005年5月18日・慶應義塾大学 日吉キャンパス来往舎イベントテラス）
- 夫たちの挽歌（2006年3月30日～4月3日・新宿タイニイアリス） - 木村綾香役
- Two Players Entertainment Theater『11月の空』（2006年11月14～16日・新宿ゴールデン街劇場）
- カメコが笑った日（2007年1月31日～2月5日・アイピット目白） - 華芽子役
- 「28」（2007年12月6～9日・ラゾーナ川崎プラザソル） - 山吹役
- メアリーと不思議な冒険旅行（2008年2月9～10日・駒ヶ根市文化会館大ホール ）
- ミルクレープのおいしい食べ方（2008年3月20～23日・新宿シアターモリエール）
- Little Theaterへようこそ-シンデレラの棲む街-（2008年4月18日・表参道FAB）
- トランス（2009年5月22～26日・新宿シアターミラクル） - 紅谷礼子役
- 名残-NAGORI-（2009年7月11～12日・前進座劇場） - 紗香役
- 「病める舞姫」を秋田弁で朗読する（2010年3月9日・ザムザ阿佐ヶ谷）
- まなこのおくのちいさなおんな（2010年10月8・10・11日・d-倉庫）
- 肉体の迷宮（2010年12月3～4日・日暮里サニーホール）
- なぞり虫しりきれ蜻蛉（2011年9月2～6日・d-倉庫）
- 人妻倶楽部 第一章（2012年4月5～6日・池袋mismatch）- 五所川原はるみ役（主演・演出）

## 作品

### 書籍
- 今日からはじめるダイビング (Neko mook―はじめてシリーズ 844)（2005年7月・ネコパブリッシング）ISBN 4777003442

### 写真集
- 100+8 SEXY GIRLS FROM V.S.O.O.P 煩悩ガールズ 密封写真集（2005年11月18日・講談社）ISBN 4-06-307753-5

### CD
- 煩悩ガールズ「い・け・な・いルージュマジック」（2005年）

### DVD
- THE GREATEST HITS 煩悩ガールズ（2005年12月16日）

### 新聞・雑誌記事
- 「即死！「殺人気象」の夏がやってくる」（週刊現代2014/7/19号P166・講談社）
- 「力強い太陽、豊穣の雨…赤道直下の生命力あふれる空が気候への興味をかきたててくれる」（クーリエ・ジャポン 2016年11月）